# Engsoc
Engsoc er i George Orwells dystopiske roman 1984 den politiske ideologi bag det totalitære styre i Oceanien. "Engsoc" er Nysprog for "Engelsk Socialisme"

## Oprindelse
Ifølge romanen blev Engelsk Socialisme tilsyneladende den dominerende ideologi under en kommunistisk eller måske snarere socialistisk revolution, men da Partiet konstant omskriver historien, er svært at sige helt præcist. Partiet omskriver også hele tiden sproget for at gøre ordenes sande mening tvetydig. Derfor ændrede Partiet "Engelsk Socialisme" til det mere esoteriske "Engsoc".

## Engsoc som politisk filosofi
I Emmanuel Goldsteins bog-i-bogen Den oligarkiske kollektivismes teori og praksis står der, at "[Partiet] forhåner og forkaster alle de ideer, som den oprindelige socialisme gik ind for, og det gøres i socialismens navn" – et emne Orwell også kom ind på i Kammerat Napoleon.
Partiet personificeres af Store Broder, som er en allestedsnærværende Stalin-agtig figur, der konstant afbildes på plakater og teleskærmene. Store Broder og Partiet overvåger alt ("Store Broder ser dig"). Engsoc kræver, at man underkaster sig totalt, og der bruges tortur (se artiklen Værelse 101) for at opnå dette. Faktisk mestrer Engsoc en række psykologiske værktøjer og metoder som får folk til ikke blot at tilstå imaginære forbrydelser og glemme alt om at gøre oprør, men også får dem til at elske Engsoc.

## Engsoc som metafysik filosofi
Ud over at være en politisk filosofi, er Engsoc også en metafysisk filosofi. Den hævder, at al viden hviler i Partiets kollektive bevidsthed, at virkeligheden er hvad Partiet ønsker, den skal være. På denne måde legitimerer Partiet, at det ændrer på historiske kendsgerninger. Man benytter sig af dobbelttænkning for at tro på, hvad man ellers ved ikke passer. Det er derfor man siger, at "[d]en, der behersker fortiden, behersker fremtiden; den, der behersker nutiden, behersker fortiden."

## Klassestrukturen under Engsoc
Under Engsoc er samfundet inddelt i tre niveauer:
1. Inderpartiet, der tager alle politiske beslutninger og som styrer regeringen, der blot kaldes Partiet.
2. Yderpartiet, der arbejder for staten og er samfundets middelklasse. Medlemmerne af Yderpartiet er dem, der overvåges mest vha. teleskærme og andet overvågningsudstyr.
3. Proletarerne er underklassen, som Partiet holder nede med øl, spil, sport, seksuel løssluppenhed og proleføde. Proletarerne udgør 85 procent af befolkningen i Luftbasis 1 (det nye navn for Storbritannien).

De forskellige klasser har ikke meget med hinanden at gøre, selvom hovedperson Winston Smith beskriver en tur i biografen, hvor der er både proletarer og Partimedlemmer blandt publikum. Han kan også gå på et proletarværtshus uden at vække for megen opmærksomhed – tror han – og besøge O'Brien, som er medlem af Inderpartiet.

## Andre politiske ideologier i1984
Østasien og Eurasien, der er de to andre superstater i romanen, styres efter tilsvarende principper som Oceanien. Eurasien, der blev dannet efter Ruslands erobring af Europa, kalder sin ideologi for neo-Bolschevisme, og det kinesiske navn for den ideologi, der styrer Østasien, oversættes normalt til "dødekult" eller mere præcist "selvudslettelse". Den herskende klasse i hver af de tre superstater ved godt, at alle tre ideologier stort set er ens i deres grundholdninger, men dette benægtes vha. dobbelttænkning. Det er denne benægtelse sammen med forhånelsen og bagvaskelsen af de andre stater, der gør det muligt for den evige krig mellem tre superstater at fortsætte. Uden denne krig ville de nedre klasser mangle et fokus for deres had og triumf, som er en del af Partiets psykologiske måde at dominere befolkningen på.
Hvad romanen undlader at forklare er, hvordan Engsoc og dens herskende kabbala, Inderpartiet, har været i stand til at opnå og bevare kontrollen over Storbritannien, Commonwealth, Irland og det amerikanske fastland på den historisk korte tid (cirka 30 år iflg. romanens kronologi). I lyset af de store forskelle i sprog, kultur, religion og historie mellem befolkningerne i disse områder, er denne præmis nok den største svaghed ved romanen. Når man på den anden side ser på, hvor hurtigt kommunismen spredte sig på den tid, da romanen blev skrevet, har dette måske virket meget plausibelt for Orwell.

Denne artikel er en oversættelse af artiklen Ingsoc på den engelske Wikipedia. Oversættelsen tager i sin sprogbrug desuden udgangspunkt i den danske udgave af 1984 (Gyldendals Tranebøger 1973), oversat af Paul Monrad.